# Cima San Giacomo
La Cima San Giacomo (en allemand : Jakobsspitze) est une montagne qui s’élève à 2 742 m d’altitude dans les Alpes de Sarntal, en Italie.